# Visconde de Baçar
Visconde de Baçar é um título nobiliárquico criado por D. Luís I de Portugal, por Decreto de 28 de Janeiro de 1871, em favor de Fernando António de Almeida Tavares e Oliveira.
Titulares
1. Fernando António de Almeida Tavares e Oliveira, 1.º Visconde de Baçar;
2. José Maria de Abreu Freire e Almeida, 2.º Visconde de Baçar;
3. António Tomás de Sá e Resende de Abreu Freire Valente, 3.º Visconde de Baçar;
4. José Maria de Abreu Freire, 4.º Visconde de Baçar.

Após a Implantação da República Portuguesa, e com o fim do sistema nobiliárquico, usou o título: 
1. António Tomás de Abreu Freire de Azevedo e Bourbon, 5.º Visconde de Baçar.